# Eilardus Meurs
Eilardus Meurs (Groningen, 17 november 1806 - Kollum, 11 oktober 1903) was een Nederlands bestuurder. Hij was van 1859 tot 1876 burgemeester van Wedde.

## Biografie
Eilardus Meurs werd geboren in de Oosterstraat te Groningen als zoon van een commissaris en werd gedoopt in de Martinikerk. Hij was werkzaam als klerk toen hij op 22 april 1831 in Nieuweschans in het huwelijk trad met Vrouwke Pieters Dethmers uit Oostwold. Tussen 1838 en 1847 stond hij geregistreerd als houtkoper. 
In 1851 werd Meurs verkozen tot gemeenteraadslid in Wedde en acht jaar later volgde hij Eduard Koning op als burgemeester van die gemeente. In 1876 werd hem na een ambtstermijn van 17 jaar eervol ontslag verleend in verband met het bereiken van zijn 70-jarige leeftijd.
Meurs overleed in Kollum op 96-jarige leeftijd en werd daar begraven op de begraafplaats van de Maartenskerk.